# Tom Baxter (chanteur)
Pour les articles homonymes, voir Baxter et Tom Baxter (homonymie).
Thomas Baxter Gleave, dit Tom Baxter, est un chanteur-compositeur anglais né le 29 octobre 1973 à Ipswich.

## Biographie
Il grandit à Suffolk, ses parents sont chanteurs de folk. Sa sœur Vashti Anna, ses frères Jo Spencer Gleave et Charlie Winston sont également chanteurs.
Il sort un premier EP en mai 2004, puis un album Feather and Stone en octobre 2004, chez Sony Records.
Il assure la première partie de Nerina Pallot, lors de sa tournée au Royaume-Uni en janvier 2007 et celle de KT Tunstall, pour les dates françaises, en avril 2008.
Son deuxième album Skybound parait en 2008 chez Charisma label. Le titre Better est édité en single.
En 2009, Tom participe au nouveau projet discographique de Shirley Bassey, The Performance et lui offre la chanson Almost There, titre que l'on peut retrouver sur son propre l'album Feather And Stone.
En 2014, il enregistre un troisième album Uncarved Block - Part One uniquement disponible sur son site officiel et lors de ses concerts.
Une réédition en 2018 est à présent disponible en vinyle, CD et MP3.

## Discographie
The EP
1. My Declaration
2. Joanna
3. Half A Man Live

Feather & Stone
1. My Declaration
2. This Boy
3. Under The Thumb
4. Girl From The Hills
5. The Moon And Me
6. Day In Verona
7. All Comes True
8. Almost There
9. Don't Let Go
10. Scorpio Boy

Skybound UK#12, IRE#1
1. Night Like This
2. Skybound
3. Better IRE#10
4. Tell Her Today
5. Miracle
6. Last Shot
7. Tragic
8. Half A Man
9. Icarus Wings
10. Light Me Up

The Uncarved Block - Part One
1. Boy Beneath The Stone
2. Hosanna
3. Lift Up My Wings
4. Sugarcane
5. Sail Away
6. Living
7. Arc Of Your Mallet
8. The Uncarved Block
9. String And Bow
10. Love Is Not Enough
11. Merry-Go-Round

The Other Side Of Blue
1. The Other Side Of Blue
2. For Crying Out Loud
3. The Ballad Of Davey Graham
4. Black Are The Gypsy Horses
5. Cold
6. Hot Wax To A Stone
7. Heroes & Monsters
8. One Life
9. Do You Know Me
10. In Your Hands
11. Lover
12. Where The Wild River Runs